# Détroit de Macassar
Le détroit de Macassar ou détroit de Makassar est un détroit d'Indonésie séparant Bornéo à l'ouest de Célèbes à l'est. D'une largeur moyenne de 240 kilomètres pour une longueur d'environ 800 kilomètres, il est le passage naturel entre la mer de Célèbes et la mer de Java.
Il porte le nom de la ville de Makassar, capitale de la province de Sulawesi du Sud.
Le détroit de Macassar se situe également sur la ligne Wallace.

## Géographie
L'Organisation hydrographique internationale définit les limites du détroit de Macassar de la façon suivante :
- Au nord : une ligne depuis le tanjung Mangkalihat (1° 01′ 32″ N, 118° 59′ 23″ E) à Bornéo jusqu'au tanjung Binar (Cape Rivers) (1° 19′ 31″ N, 120° 48′ 27″ E), à Célèbes.

- Au sud : une ligne joignant l'ujung Laikang (5° 36′ 13″ S, 119° 29′ 21″ E) en direction du nord-ouest à l'extrémité sud-ouest de pulau Tanakeke (5° 31′ 54″ S, 119° 16′ 05″ E), puis au tanjung Lajar (4° 05′ 05″ S, 116° 05′ 26″ E), l'extrémité méridionale de pulau Laut ; de là une ligne en direction du nord, le long de la côte ouest de pulau Laut, jusqu'au tanjung Kiwi (3° 38′ 23″ S, 116° 00′ 11″ E), sur la côte ouest de cette île ; et de là une ligne en direction de l'ouest jusqu'au tanjung Petang  (3° 36′ 33″ S, 115° 58′ 03″ E), sur la côte sud-est de Kalimantan.